# جبريل سوو
جبريل سوو (6 فبراير 1997 بزيورخ في سويسرا - ) هو لاعب كرة قدم سويسري في مركز الوسط.

## روابط خارجية
- جبريل سوو على موقع الاتحاد الدولي (مؤرشف)  (الإنجليزية)
- جبريل سوو على موقع الاتحاد الأوربي (الإنجليزية)
- جبريل سوو على موقع إي إس بي إن إف سي (الإنجليزية)
- جبريل سوو على موقع قاعدة بيانات كرة القدم.إي يو (الإنجليزية)
- جبريل سوو على موقع ناشيونال فوتبول تيمز (الإنجليزية)
- جبريل سوو على موقع Soccerbase.com (لاعب) (الإنجليزية)
- جبريل سوو على موقع Soccerway.com (الإنجليزية)
- جبريل سوو على موقع عالم كرة القدم.نت (الإنجليزية)
- جبريل سوو على موقع AS.com (الإسبانية)